# Новый Всеобщий национальный конгресс
Новый Всеобщий национальный конгресс (араб. المؤتمر الوطني العام الجديد‎) — законодательный, представительный орган, образованный политическими деятелями из партий, потерпевших поражение на выборах 2014 года в Ливии. Был создан после эскалации гражданской войны и заменил первый Всеобщий национальный конгресс.

## Формирование и деятельность
После поражения на выборах 2014 года, прошедших при низкой явке избирателей, исламистские партии под руководством президента Всеобщего национального конгресса Нури Абу Сахмейн c помощью вооружённых группировок «Операционный зал ливийских революционеров» и «Силы ливийского щита», взяли под контроль столицу Ливии — Триполи. В конце августа исламистские боевики, руководимые ВНК, похитили оппозиционных деятелей, напав на 280 домов. 25 августа депутаты Нового ВНК избрали своим президентом Нури Абу Сахмейна, а новым премьер-министром — Омара аль-Хаси. 31 марта 2015 года депутаты отправили его в отставку, и в тот же день избрали на пост премьер-министра Халифу аль-Гави.

## Распределение мест и вопрос о легитимности
В новом ВНК большинство мест занимают представители объединения «Братья-мусульмане», Партии справедливости и строительства, блока «Верность мучеников», состоящих из других, более мелких групп, являющихся членами исламистского движения и не вошедшие в Палату представителей после выборов. Члены Нового Всеобщего национального конгресса утверждают, что являются законным преемником Всеобщего национального конгресса, избранного в 2012 году, не представляя большинство членов этого органа. В настоящее время, большинство членов Всеобщего национального конгресса являются депутатами международно признанного парламента Ливии — Палаты представителей — избранной в 2014 году.
По некоторым данным, Новый Всеобщий национальный конгресс поддерживается Турцией и Катаром, в то время как Палата представителей — Египтом и Объединёнными Арабскими Эмиратами.

## Правительство национального спасения при НВНК
Правительство национального спасения (араб. حكومة الإنقاذ الوطني‎, также Коалиция Рассвет Ливии) — это исполнительный орган, сформированный политическими деятелями из партий, потерпевших поражение на выборах 2014 года в Ливии, после начала второй гражданской войны. Термин «Коалиция Рассвет Ливии» используется для обозначения вооруженных групп и более широкого политического движения, поддерживающего ПНС.

### История
С 2014 года параллельно с Палатой представителей начало работу самопровозглашённое Правительство национального спасения, базирующееся в Триполи. 5 апреля 2016 года Правительство национального спасения объявило, что оно уходит в отставку, прекращает операции и уступает полномочия Правительству национального согласия.
Однако, в ходе переворота в октябре 2016 года, силы, лояльные ПНС, заняли здание Государственного совета и объявили о возвращении кабинета Халифа аль-Гави. Затем начались столкновения между силами Сараджа и аль-Гави. В ходе боёв силы ПНС понесли поражение в 2017 году, самопровозглашённое правительство было распущено.

### Список премьер-министров ПНС
| Имя             | Должность                                            | Начало полномочий | Конец полномочий |
| --------------- | ---------------------------------------------------- | ----------------- | ---------------- |
| Омар аль-Хаси   | Премьер-министр Правительства национального спасения | 6 сентября 2014   | 31 марта 2015    |
| Халифа аль-Гави | Премьер-министр Правительства национального спасения | 31 марта 2015     | 1 апреля 2016    |
| Халифа аль-Гави | Премьер-министр Правительства национального спасения | 14 октября 2016   | 16 марта 2017    |